# Amt West-Rügen
Urząd West-Rügen (niem. Amt West-Rügen) – niemiecki urząd leżący w kraju związkowym Meklemburgia-Pomorze Przednie, w powiecie Vorpommern-Rügen. Siedziba urzędu znajduje się w miejscowości Samtens.
W skład urzędu wchodzi jedenaście gmin:
1. Altefähr
2. Dreschvitz
3. Gingst
4. Insel Hiddensee
5. Kluis
6. Neuenkirchen
7. Rambin
8. Samtens
9. Schaprode
10. Trent
11. Ummanz